# Calostemma luteum
Calostemma luteum är en amaryllisväxtart som beskrevs av John Sims. Calostemma luteum ingår i släktet Calostemma och familjen amaryllisväxter. Inga underarter finns listade i Catalogue of Life.

## Bildgalleri

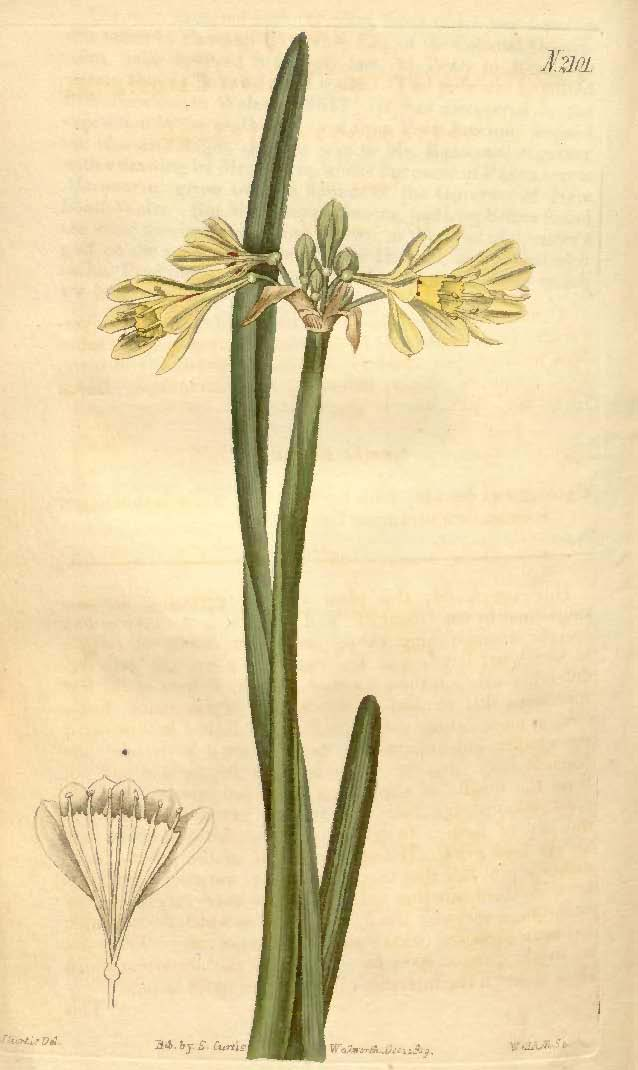
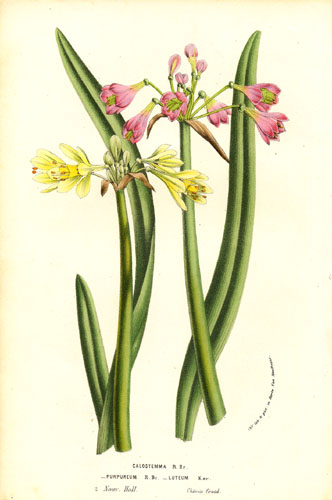